# Isabel Richart Sotés
Isabel Richart Sotés (Madrid, 18 de septiembre de 1914-Ibidem, 2 de junio de 1992) fue una profesora y escritora española, exiliada en México. Desarrolló distintas actividades en el mundo del teatro tanto en Cuba como en México.

## Reseña biográfica
Durante su infancia, fue obligada a estudiar en colegios religiosos su voluntad, y más tarde a realizar la carrera de Piano, contra su deseo manifiesto de estudiar Comercio y Magisterio. Confrontó una fuerte oposición de su familia por querer dedicarse a cuestiones que en aquel momento no se consideraban adecuadas para su género. 
Vivió el estallido de la Guerra civil en Madrid. Se casó una vez iniciado el conflicto con el dramaturgo Álvaro Custodio, que tuvo un puesto como diplomático en el Gobierno de la República. En 1937, con Isabel ya embarazada, ambos se trasladaron a Valencia con el gobierno republicano. Allí dio a luz a su hija Isabel, de noche y bajo los bombardeos aéreos. Posteriormente se traslada de nuevo con el gobierno republicano a Barcelona. 